# Murraytorsk
Murraytorsk (Maccullochella peelii) är en stor sötvattensfisk som trots namnet inte hör till torskfiskarna (Gadidae) utan ordningen abborrartade fiskar. Den finns enbart i Australien och har länge varit en populär mat- och sportfisk, något som bidragit till dess hotade status. Arten kallas även jätteflodabborre.

## Beskrivning
En avlång fisk med ett brett huvud, konkav panna, stor mun (vanligtvis utan underbett utom för mycket stora exemplar) och rundad stjärtfena. Kroppsfärgen är variabel, men ovandelen av sidorna är vanligen spräcklig i ljust till mörkt grönt och mörkgrönt till svart. Buken är mycket ljust beige. Den mjuka delen av ryggfenan, analfenorna och stjärtfenan är grå till svarta med tydliga, vita kanter. Som mest kan den bli 180 cm lång och väga  113,5 kg, men sådana storlekar uppnår den sällan numera.

## Vanor
Jätteflodabborren förekommer i många olika biotoper, från klara, klippiga bäckar till långsamma, grumliga floder. De går vanligen ner till 5 meters djup och föredrar miljöer med skydd i form av klippor, sjunkna trädstammar eller överskjutande flodbankar. Arten hävdar revir, som kan bestå av ett flod- eller sjöområde, en hög skräp på bottnen eller ofta ett särskilt bohål. Födan för de vuxna fiskarna består av allt från ryggradslösa djur, fiskar, groddjur och ibland reptiler, fåglar och vattenlevande däggdjur, medan de unga fiskarna lever av djurplankton. Den är mycket långlivad; högsta konstaterade åldern är 48 år, men det anses sannolikt att den kan bli upp till 100 år gammal.

### Fortplantning
Arten blir könsmogen mellan 4 och 6 års ålder (2 till 3 kg) Under leken, som sker från vår till försommar, kan honan lägga mellan 10 000 ägg (för ett nyss moget exemplar) till 90 000 (för en hona runt 22 kg).

## Status
Arten är klassificerad som akut hotad ("CR", underklassificering "C2a") av IUCN. Främsta orsakerna är överfiskning och habitatförlust (främst genom dammbyggnad och andra människoskapade hinder). Nedgången har varit betydande; man beräknar att dagens bestånd är en tiondel av vad det var när Australien först koloniserades av engelsmännen.